# Église paroissiale de la Transfiguration de Lija
L'église de la Transfiguration est une église catholique située à Ħal Lija, à Malte.

## Description
L'église est érigée dans le centre d'Ħal Lija, un village du centre de l'île de Malte situé à 5 km à l'ouest de La Valette, sur Transfiguration Square. Église paroissiale, elle est rattachée à l'archidiocèse de Malte et dédiée à Jésus-Christ et sa Transfiguration. Localement, elle est appelée en anglais Parish Church of the Transfiguration (« église paroissiale de la Transfiguration ») ou Parish Church of Our Saviour (« église paroissiale de Notre-Sauveur »), en maltais knisja parrokkjali tas-Salvatur.
L'église de la Transfiguration est un édifice au plan en croix latine, de style baroque. Sa façade est surmontée par deux clochers ; la croisée du transept est dominée par une coupole.
L'église abrite de nombreux tableaux d'artistes maltais ou résidant à Malte, comme Antoine Favray et l'école de Mattia Preti. Les peintures ornant les plafonds et la coupole sont l'œuvre de Giuseppe Calì (en).

## Historique
Lija devient une paroisse le 6 février 1594. Un premier édifice sert d'église paroissiale pendant un siècle. L'église actuelle est construite aux alentours de 1694, selon les plans de l'architecte maltais Gianni Barbara,. La construction est achevée et l'église bénie en juillet 1702
L'édifice est agrandi par le patronage du comte Frangisku Preziosi, qui finance en 1709 la construction des deux clochers et des obélisques en face de la façade, et son plan est modifié en croix latine en 1780. L'église est finalement dédicacée le 25 juillet 1782 par l'évêque Labini.
Giuseppe Calì (en) réalise la décoration de la coupole en 1893 ; celle du plafond de la nef est effectuée entre 1897 et 1899.
Une restauration de l'église et des nombreux tableaux est entreprise à partir de 2002.